# Auslese
Auslese (tysk: udvalgt høst) er en tysk vinbetegnelse for vin af sent høstede druer, som er et niveau mere moden end Spätlese inden for Prädikatswein-kategorierne i den tyske vinklassifikation. Druerne plukkes fra udvalgte, meget modne klaser om efteråret (ultimo november/primo december) og skal håndplukkes. Som hovedregel kan Auslese-vine kun laves i de bedste høstår, der har været tilstrækkeligt varme. En mindre del af druerne kan være inficeret med ædel råddenskab i nogle regioner, om end dette aldrig dominerer vinens karakter. Normalt bliver Rheingau-huset Schloss Johannisberg regnet for det, der opdagede Spätlese- og Auslese-vin i 1787.
Ofte bliver Auslesen betragtet som en tysk dessertvin, især de vine, der er lavet af botrytis-inficerede klaser, om end den ikke er så sød som dessertvinene Eiswine, Beerenauslese (BA) eller Trockenbeerenauslese (TBA).